# Simon Carr
Simon Francis Carr (Hereford, 29 agosto 1998) è un ciclista su strada britannico che corre per il team Cofidis. Professionista dall'agosto 2020, nell'ottobre dello stesso anno ha vinto la Prueba Villafranca de Ordizia. Ha conquistato anche due tappe del Tour of the Alps.

## Palmarès
- 2017 (Occitane Cyclisme Formation)

2ª tappa, 2ª semitappa Tour de la Martinique (Fort-de-France > Fort-de-France, cronometro)
6ª tappa Tour de la Martinique (Sainte-Marie > Ducos)
8ª tappa, 2ª semitappa Tour de la Martinique (Rivière-Pilote > Rivière-Pilote, cronometro)
- 2019 (AVC Aix-En-Provence-Chazal)

4ª tappa Vuelta al Bidasoa
4ª tappa Vuelta a Navarra Under-23 (Tafalla > Alto Muskilda)
Classifica generale Volta Provincia de Valencia
- 2020 (Nippo Delko, una vittoria)

Prueba Villafranca de Ordizia
- 2023 (EF Education-EasyPost, quattro vittorie)

5ª tappa Tour of the Alps (Cavalese > Brunico)
4ª tappa Route d'Occitanie (Saint-Gaudens > Saint-Girons)
5ª tappa Tour de Langkawi (Slim River > Genting Highlands)
Classifica generale Tour de Langkawi
- 2024 (EF Education-EasyPost, due vittorie)

Trofeo Calvià
4ª tappa Tour of the Alps (Laives > Borgo Valsugana)

### Altri successi
- 2020 (NIPPO DELKO One Provence)

Classifica giovani Volta a Portugal
- 2021 (EF Education-Nippo)

Classifica giovani Route d'Occitanie
- 2024 (EF Education-EasyPost)

Classifica scalatori Tour of the Alps

## Piazzamenti

### Grandi Giri
- Giro d'Italia

2021: 66º
2022: non partito (8ª tappa)
2024: ritirato (3ª tappa)
- Vuelta a España

2021: ritirato (11ª tappa)

### Classiche monumento
- Liegi-Bastogne-Liegi

2021: 131°
2022: ritirato